# Liste des personnages de La casa de papel
Cet article décrit les personnages de la série La casa de papel.

## Résumé
|                                           | Saison 1                                         | Saison 1                                        | Saison 2                                                  | Saison 2                                                  | Saison 2                                                  |
| Partie 1                                  | Partie 2                                         | Partie 3                                        | Partie 4                                                  | Partie 5                                                  |                                                           |
| Équipe de braquage                        |                                                  |                                                 |                                                           |                                                           |                                                           |
| ----------------------------------------- | ------------------------------------------------ | ----------------------------------------------- | --------------------------------------------------------- | --------------------------------------------------------- | --------------------------------------------------------- |
| Équipe de braquage                        | Sergio Marquina « Le Professeur » (Álvaro Morte) |                                                 |                                                           |                                                           |                                                           |
| Équipe de braquage                        | Silene Oliveira « Tokyo » (Úrsula Corberó)       |                                                 |                                                           |                                                           |                                                           |
| Équipe de braquage                        | Andrés de Fonollosa « Berlin » (Pedro Alonso)    | Andrés de Fonollosa « Berlin » (Pedro Alonso)   | Andrés de Fonollosa « Berlin » (Pedro Alonso) (Flashback) | Andrés de Fonollosa « Berlin » (Pedro Alonso) (Flashback) | Andrés de Fonollosa « Berlin » (Pedro Alonso) (Flashback) |
| Équipe de braquage                        | Agata Jimenez « Nairobi » (Alba Flores)          |                                                 |                                                           |                                                           |                                                           |
| Équipe de braquage                        | Anibal Cortés « Rio » (Miguel Herrán)            |                                                 |                                                           |                                                           |                                                           |
| Équipe de braquage                        | Daniel Ramos « Denver » (Jaime Lorente)          |                                                 |                                                           |                                                           |                                                           |
| Équipe de braquage                        | Agustin Ramos « Moscou » (Paco Tous)             | Agustin Ramos « Moscou » (Paco Tous)            | Agustin Ramos « Moscou » (Paco Tous) (Flashback)          | Agustin Ramos « Moscou » (Paco Tous) (Flashback)          | Agustin Ramos « Moscou » (Paco Tous) (Flashback)          |
| Équipe de braquage                        | Mirko Dragić « Helsinki » (Darko Perić)          |                                                 |                                                           |                                                           |                                                           |
| Équipe de braquage                        | Dimitri Basanda « Oslo » (Roberto García)        | Dimitri Basanda « Oslo » (Roberto García)       | « Oslo » (Roberto García) (Flashback)                     | « Oslo » (Roberto García) (Flashback)                     |                                                           |
| Équipe de braquage                        |                                                  | Raquel Murillo « Lisbonne » (Itziar Ituño)      |                                                           |                                                           |                                                           |
| Équipe de braquage                        |                                                  | Mónica Gaztambide « Stockholm » (Esther Acebo)  |                                                           |                                                           |                                                           |
| Équipe de braquage                        |                                                  | Martín Berote « Palerme » (Rodrigo de la Serna) |                                                           |                                                           |                                                           |
| Équipe de braquage                        |                                                  | « Bogota » (Hovik Keuchkerian)                  |                                                           |                                                           |                                                           |
| Équipe de braquage                        |                                                  | « Marseille » (Luka Peroš)                      |                                                           |                                                           |                                                           |
| Équipe de braquage                        |                                                  | Matías Caño « Pampelune » (Ahikar Azcona)       |                                                           |                                                           |                                                           |
| Équipe de braquage                        |                                                  |                                                 | Fausse otage                                              | Julia « Manille » (Belén Cuesta)                          | Julia « Manille » (Belén Cuesta)                          |
| Équipe de police                          |                                                  |                                                 |                                                           |                                                           |                                                           |
| Inspectrice Raquel Murillo (Itziar Ituño) |                                                  |                                                 |                                                           |                                                           |                                                           |
|                                           |                                                  | Inspectrice Alicia Sierra (Najwa Nimri)         | Inspectrice Alicia Sierra (Najwa Nimri)                   | Alicia Sierra (Najwa Nimri)                               |                                                           |
| Ángel Rubio (Fernando Soto)               |                                                  |                                                 |                                                           |                                                           |                                                           |
| Alfonso Prieto (Juan Fernández Mejías)    | Alfonso Prieto (Juan Fernández Mejías)           | Alfonso Prieto (Juan Fernández Mejías)          | Alfonso Prieto (Juan Fernández Mejías) (apparition)       |                                                           |                                                           |
|                                           |                                                  | Luis Tamayo (Fernando Cayo)                     |                                                           |                                                           |                                                           |
| Suárez (Mario de la Rosa)                 |                                                  |                                                 |                                                           |                                                           |                                                           |
| Alberto Vicuña (Miquel García Borda)      | Alberto Vicuña (Miquel García Borda)             |                                                 | Alberto Vicuña (Miquel García Borda) (apparition)         |                                                           |                                                           |
| Autres                                    |                                                  |                                                 |                                                           |                                                           |                                                           |
| Arturo Román (Enrique Arce)               |                                                  |                                                 |                                                           |                                                           |                                                           |
| Mónica Gaztambide (Esther Acebo)          |                                                  |                                                 |                                                           |                                                           |                                                           |
| Alison Parker (María Pedraza)             |                                                  |                                                 |                                                           |                                                           |                                                           |
| Mercedes Colmenar (Anna Gras)             |                                                  |                                                 |                                                           |                                                           |                                                           |
| Ariadna Cascales (Clara Alvarado)         |                                                  |                                                 |                                                           |                                                           |                                                           |
|                                           |                                                  | Cesar Gandia (José Manuel Poga)                 |                                                           |                                                           |                                                           |
|                                           |                                                  | Gouverneur de la Banque d'Espagne (Pep Munné)   |                                                           |                                                           |                                                           |

## Personnages principaux

### Sergio Marquina / Salvador "Salva" Martin / Le Professeur
Pour les articles homonymes, voir Marquina (homonymie).
Surnommé « El Professor », il est le cerveau de l’opération et chef de la bande de voleurs à la Fabrique nationale de la monnaie et du timbre. Introverti et très intelligent, il est le frère de Berlin, l'un des braqueurs. Le plan du vol à la Fabrique nationale de la monnaie et du timbre est fortement inspiré de ce que lui racontait son père, mort dans un braquage. Une de ses tactiques pour le vol à effectuer sera de maintenir un contact direct avec la police. Pour ce faire, il se lie d'amitié avec l'inspecteur de police Raquel Murillo en se présentant sous le nom « Salvador Martin ». Il tombe peu à peu amoureux d'elle.

### Silene Oliveira / Tokyo
Surnommée « Tokyo », elle a été embauchée par le Professeur pour faire partie de la bande de braqueurs de la Fabrique nationale de la monnaie et du timbre. Elle est recherchée pour différentes agressions et vols et est entrée dans le monde du crime à l'âge de 14 ans avec son petit ami de 24 ans. Ce dernier est décédé durant l'assaut d'une camionnette Prosegur. C’est une jeune femme impulsive, avec un manque apparent d'empathie. Tokyo est en couple avec Rio. Initialement en froid avec Nairobi, elle se lie d’amitié avec elle lorsque cette dernière lui fait des confidences sur sa vie de mère. Dans la fin de la partie 5, blessée plusieurs fois par balle, elle se sacrifie pour sauver les membres de son équipe en utilisant une charge explosive, tuant la plupart des militaires infiltrés dans la banque, notamment Gandìa.

### Raquel Murillo / Lisbonne
Elle est l'inspectrice de police qui doit résoudre le braquage de la Fabrique nationale de la monnaie et du timbre. C’est une femme à fort caractère, calme et intelligente, chargée de négocier avec le Professeur dont elle va tomber amoureuse sans savoir qu’il est le « cerveau » du cambriolage. Divorcée d'un mari violent, Alberto Vicuña, Raquel vit avec sa fille Paula et sa mère Mariví Fuentes, atteinte de la maladie d'Alzheimer. Le cambriolage de la Fabrique la met dans tous ses états, mais à sa grande surprise, lui apportera plus que ce qu'il ne lui enlèvera. Elle travaille main dans la main avec le sous-inspecteur Ángel Rubio, son ami et collègue depuis quinze ans avec qui elle a eu une aventure 8 ans avant les deux premières saisons. Après le braquage de la Fabrique nationale de la monnaie et du timbre et après être tombée amoureuse du Professeur, elle rejoint l'équipe des braqueurs sous le nom de « Lisbonne ».

### Andres de Fonollosa/ Berlin

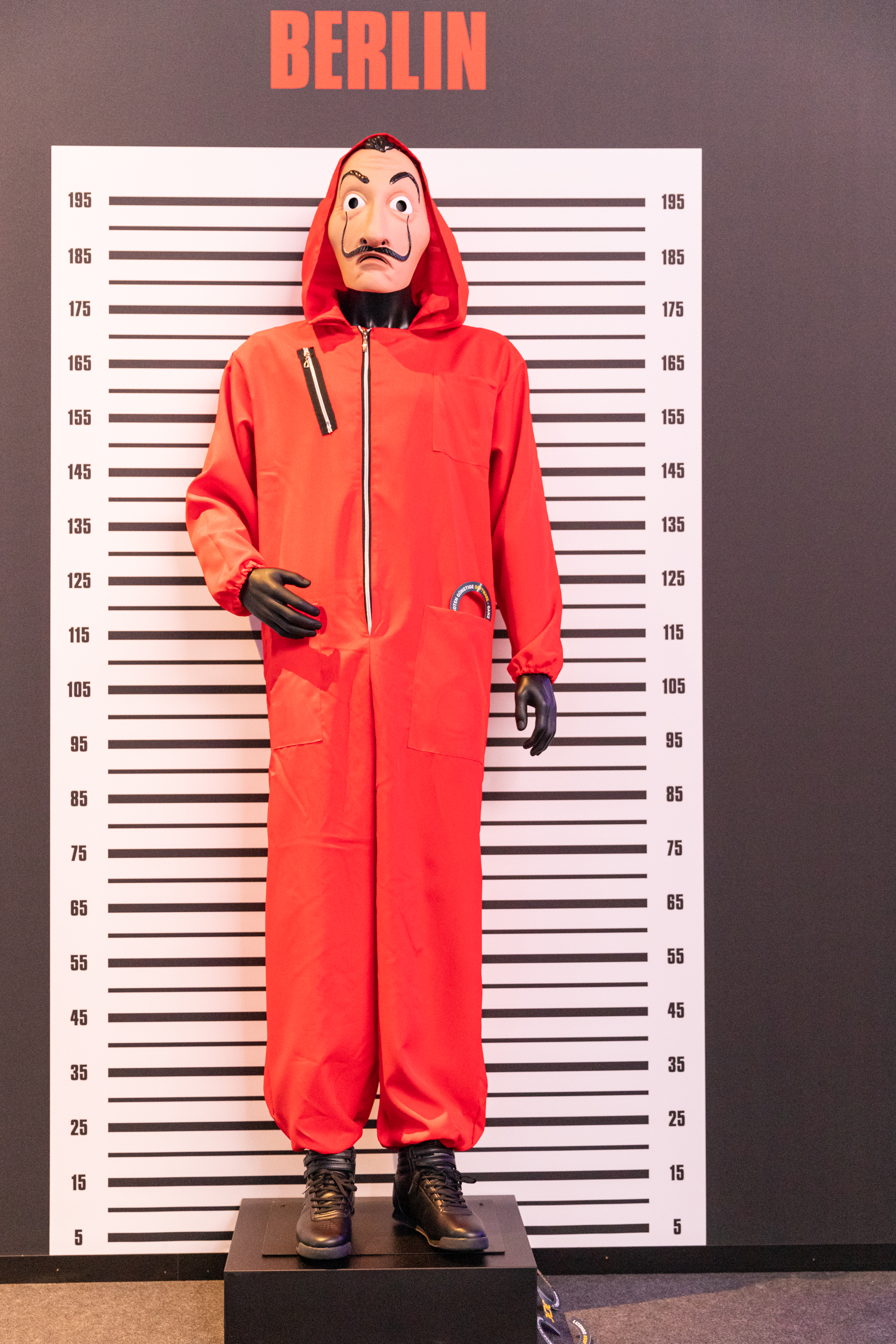
Costume de Berlin exposé au Gamescom en 2019.

Appelé « Berlin », il est considéré comme le leader du groupe de braqueurs. Notamment connu pour des casses de bijouteries, de maisons de vente aux enchères et de fourgons blindés, il réalise son plus gros coup aux Champs-Élysées où il vole 434 diamants. Ce personnage est misogyne, fait preuve d'une absence totale d'empathie et ne fait pas la différence entre le mal et le bien. Il est en phase terminale d'une maladie dégénérative rare, la myopathie de Helmer, maladie de fiction s'apparentant à la myopathie mitochondriale. Il est abattu, dans la fabrique nationale de la monnaie et du timbre, après l'assaut des forces spéciales. Tout en étant mort, il demeure un personnage clé qui sera l'objet de flashbacks dans toutes les saisons suivantes.
Une série dérivée lui est dédiée (Berlin). Elle est diffusée sur Netflix à partir du 29 décembre 2023.

### Anibal Cortes / Rio
Appelé « Rio », il est le hacker du groupe, il programme les ordinateurs et gère les explosifs ainsi que leur placement stratégique. Il se met rapidement en couple avec Tokyo et leur relation complique assez vite le bon déroulement du braquage. C’est le personnage le plus faible, le rêveur du groupe. Contrairement aux autres, il a beaucoup à perdre étant donné qu’il a gardé le contact avec sa famille. Avec ce cambriolage, il veut prouver de quoi il est capable. 

### Ágata Jiménez / Nairobi
Surnommée « Nairobi », elle est une vraie combattante. Très charismatique, elle s’entend avec tout le monde excepté Berlin, avec qui elle tombe fréquemment en désaccord. Elle est spécialisée dans la fabrique de faux billets. Après avoir passé quelque temps en prison, elle perd la garde de son fils âgé de trois ans. Après le braquage de la Fabrique nationale de la monnaie et du timbre, elle espère, grâce à l’argent dérobé, retrouver son fils. Elle est tuée par balle, à la fin de la partie 4, abattue par César Gandía, le chef de la sécurité du Gouverneur d'Espagne.

### Daniel Ramos / Denver
Surnommé « Denver » (aussi appelé Ricardo), il est le fils de Moscou. Il a testé toutes les drogues et est réputé pour être celui se battant le plus. Élevé par son père, il pense que sa mère les a abandonnés à cause de sa grande consommation de drogue. Il se dispute violemment avec son père dès qu’il apprend que c’est lui qui l’a laissée seule sur le bord de la route. Malgré son caractère explosif, il a un grand cœur et ferait tout pour ceux qu'il aime. Pendant le cambriolage, il rencontre Mónica Gaztambide, secrétaire de la Fabrique et otage. Alors que celle-ci veut avorter, il lui demande d'y renoncer, mais doit la tuer sur ordre de Berlin après que celle-ci a volé un téléphone. Il se contentera de la blesser, la soigne, et en tombe amoureux. Il la demande en mariage et ils finiront par s'échapper ensemble de la Fabrique. Lors de la partie 4, il retrouve Julia, sa cousine transgenre, qui est infiltrée parmi les otages dans le but de mater une éventuelle rébellion en transmettant toutes informations qu'elle entend dans les conversations. Par ailleurs, Denver a menti sur son identité, disant s'appeler Ricardo, bien qu'il soit identifié par la police comme Daniel Ramos.

### Agustin Ramos / Moscou
Dit « Moscou », figure paternelle, est le braqueur le plus gentil. Il est chargé de faire le tunnel qui permettra aux braqueurs de s'échapper de l'établissement. À l'intérieur de la fabrique, Moscou essaie de garder tout le monde concentré, sans dévier du plan en soutenant son fils Denver. Il mourra par balle dans la Fabrique nationale de la monnaie et du timbre. Il fait quelques apparitions en Flash-back dans les parties 3,4 et 5.

### Mirko Dragic / Helsinki
Surnommé « Helsinki », également connu sous le nom de Yashin Dasáyev, il est un membre de la bande des braqueurs de la Fabrique nationale de la monnaie et du timbre. Avec Oslo, son cousin, c'est la force brute de l'équipe mais on ne sait pas grand-chose de lui ; seulement son passé violent dans la guerre. Il ne parle pas beaucoup, obéit toujours à Berlin, a une très bonne relation avec Nairobi et aime rendre Arturo nerveux, notamment en l'appelant « Arturito ». Il est un de ceux qui sortent avec l'argent et part avec Nairobi. Dans la partie 4, Helsinki se lie avec Palerme Les deux hommes se parlent notamment après la mort de Nairobi, se révèlent leurs vraies identités et entretiennent une relation amoureuse conflictuelle, les sentiments d’Helsinki étant peu partagés par Palerme. Helsinki précise également être originaire de Belgrade.

### Mónica Gaztambide / Stockholm
Secrétaire de la Fabrique nationale de la monnaie et du timbre et maîtresse d'Arturo Román (avec qui elle apprend qu'elle est enceinte), elle fait partie des otages. Elle est une femme bien éduquée, gentille et patiente qui cherche à se construire un bon futur. Lors de la prise d’otages, elle est sous les ordres de Berlin et arrive à gagner en partie la confiance des braqueurs en obéissant aux ordres. Elle tombe d’ailleurs amoureuse de l’un d'eux, Denver, avec qui elle a plusieurs relations sexuelles. Mónica finit par devenir une alliée véritable lorsqu'elle empêche Arturo de tuer Denver. Elle entre dans la bande sous le nom de « Stockholm », en référence au syndrome du même nom. C'est la seule otage qui quitte la Fabrique du côté des braqueurs, renonçant à Arturo pour vivre avec Denver, futur père adoptif de son enfant.

### Arturo Román
Directeur de la Fabrique nationale de la monnaie et du timbre, surnommé Arturito (« Petit Arturo ») par les braqueurs, il y travaille depuis vingt ans, se considère comme un bon patron, un bon mari, un bon père et, surtout, un bon amant. Son caractère ne fait pas l’unanimité. Il mène une vie heureuse, grâce à son aventure amoureuse avec sa secrétaire, Mónica Gaztambide. Quand elle lui annonce qu'elle est enceinte, il ne peut pas le croire et refuse de l'accepter, ce qu’il regrettera. Pendant le cambriolage, Arturo concocte des scénarios plus fous les uns que les autres qui mettent en danger sa vie et celle des autres otages. Dès le début, il ne s’entend pas avec Denver ce qui s’amplifie lorsqu'il constate que Mónica a des sentiments pour lui. Il va faire face à Denver et tente sans succès de le tuer. Il fomente également une évasion, qui aboutit à la fuite de onze otages et à la mort d'Oslo. Helsinki, furieux, finit par lui scotcher des explosifs sur le torse. Dans les parties 3 et 4, on apprend qu'il a écrit un livre, devenu un best-seller. Il entre dans la Banque d'Espagne quand Rio rejoint la bande afin de retrouver Stockholm. Il viole Amanda, une otage, après lui avoir donné des cachets. Il est finalement neutralisé par Manille.

### Martín Berrote / Palerme
Surnommé « Palerme », il est l'ancien meilleur ami de Berlin. Au moment du nouveau braquage, il est retrouvé par le Professeur. Lors du second braquage, il sera le leader de la bande, il connait le plan mieux que personne. C'est un personnage homosexuel, mégalomane et misogyne. Éconduit de la bande par Tokyo, il trahit la bande en aidant Gandia à se libérer. Il entretient une relation amoureuse et sexuelle conflictuelle avec Helsinki.

### Santiago López / Bogotá
« Bogota » apparaît dans la partie 3. Calme, gentil et affable, il est soudeur de profession et travaillait sur une plateforme pétrolière  en Norvège avant d'être recruté par Berlin et Palerme. Il est père de sept enfants, répartis aux quatre coins du monde, et travaille avec Matías Caño depuis six ans. Il développe des sentiments, réciproques, pour Nairobi, mais sa relation avec elle est avortée par la mort de cette dernière.

### Jakov / Marseille
Membre de la bande, « Marseille » se trouve à l'extérieur de la Banque d'Espagne et assure les communications. Calme, introverti et réservé, il parle avec un fort accent d'Europe de l'Est. Il a pour meilleur ami un furet nommé Sofia. Il exécute toujours les ordres du Professeur à la perfection.

### Alicia Sierra
Chargée de l'affaire, elle apparaît dans la saison 3 en tant que remplaçante de Raquel. Enceinte de 8 mois, elle est présentée comme sadique, abominablement froide et tyrannique. Écartée de l'affaire par Tamayo, elle se venge en accusant la police de violences envers Rio. Très intelligente, elle retrouve le Professeur par elle-même. Lui vouant d'abord une haine sans limites, le Professeur l'aide à accoucher et à se cacher de la police, et elle développe alors une amitié profonde avec lui, se rendant compte qu'il s'agit de la seule personne qui se soit jamais occupée d'elle dans sa vie. C'est elle qui retrouve l'or caché par Rafael et Tatiana.

## Personnages secondaires

### Équipe de braquage

#### Radko Dragić / Oslo
Surnommé « Oslo », (aussi appelé Dimitri Mostovói) est un membre du groupe des braqueurs de la Fabrique nationale de la monnaie et du timbre. On ne sait pas grand-chose de lui. Naturellement très calme, il ne parle presque pas et ne demande jamais rien. Lui et son cousin Helsinki forment la force brute du plan du Professeur. Durant la soixante-deuxième heure du braquage, il est frappé à la tête à l'aide d'une barre métallique par un groupe d'otages tentant de s'échapper. Souffrant d'une commotion cérébrale à la suite de ce coup, il ne peut plus parler et se retrouve plongé dans un état végétatif. Helsinki ne supporte pas de le voir dans cet état et finit par l'étouffer. Il fait quelques apparitions en Flash-back dans les parties 3 et 4.

#### Julia Martínez / Manille
Surnommée « Manille », Julia est infiltrée parmi les otages. Il s'agit de la cousine de Denver, devenue Julia après une transition de genre. Introduite dans le dernier épisode de la partie 3, elle révèle son vrai rôle aux otages en tirant sur Arturo.

#### Matías Caño / Pampelune
Infiltré parmi les otages, il apparaît dans la partie 3. Collègue de Bogota, il est assez immature et travaille avec les soudeurs pour sortir et fondre l'or de la Banque d'Espagne. À la fin, il souhaite prendre un nom de ville comme les autres, et choisit Pampelune.

### Équipe de police

#### Ángel Rubio
Sous-inspecteur de police, il travaille sous les ordres de Raquel. Amoureux transi de sa supérieure, il est très proche d’elle. S'infiltrant parmi les chirurgiens, les braqueurs en profitent pour placer un micro dans ses lunettes, permettant ainsi au Professeur d'espionner la police. Mis à pied par Raquel, il finit par avoir un grave accident de la route et tomber dans le coma, juste après avoir découvert le double jeu du Professeur. Il protège également Raquel contre Prieto. On le retrouve dans les parties 3, 4 et 5, mais avec une importance moindre.

#### Alfonso Prieto
Colonel au Centre national de renseignement (CNI). Cynique et hautain, c'est un personnage particulièrement antipathique. Proche de Tamayo, on le revoit dans les parties 3 et 4. Devant répondre devant la presse au sujet de la capture de Rio, mais est piégé par le Professeur et doit démissionner.

#### Luis Tamayo
Colonel au Centre national de renseignement (CNI), il apparaît dans les parties 3, 4 et 5. Successeur de Prieto, il travaille aux côtés d'Alicia Sierra et est tout aussi détestable que son prédécesseur. Raquel parle également de lui comme "n'ayant aucun respect des protocoles".

#### Alberto Vicuña
Ex-mari de Raquel, il travaille dans la police scientifique et comprend vite que "Salva" est coupable. Le Professeur s'écharpe avec lui dans la partie 2 afin de falsifier des preuves. Il fait également une rapide apparition dans la partie 4.

#### Suárez
Chef de la brigade d'interventions d'Espagne, il travaille dans l'équipe de police et obéit scrupuleusement aux ordres. Il participe à plusieurs tentatives d'infiltrations au sein de la banque, qui échouent toutes plus ou moins.

### Autres

#### Alison Parker
Adolescente faisant partie des otages retenus au sein de la Fabrique nationale de la monnaie et du timbre, elle est timide et victime de harcèlement de la part des autres élèves de sa classe. Elle est la fille de l'ambassadeur britannique en Espagne. Alors qu'elle était en sortie scolaire avec sa classe au musée de la Fabrique, elle devient otage en compagnie de ses camarades et de sa professeure, Mercedes Colmenar. Elle découvre bientôt qu'elle est la clé qui permettra aux voleurs de sortir de la Fabrique. Pendant les jours où elle y est enfermée, elle aura des problèmes avec la plupart des voleurs et en particulier avec Tokyo laquelle protège jalousement sa relation avec Rio. Elle se rapproche toutefois de certains d'entre eux, notamment Nairobi, qui l'aide à prendre confiance en elle, et Rio, qu'elle réconforte durant la captivité de Tokyo.

#### Ariadna Cascales
Employée de la maison de la monnaie et du timbre et otage, elle est introduite dans la partie 2, lorsqu'elle commence à avoir des rapports sexuels avec Berlin. Celui-ci, épris d'elle, lui propose de l'emmener, de l'épouser, et d'en faire son héritière après sa mort prématurée. Elle avoue cependant à Monica qu'elle reste avec Berlin uniquement parce qu'elle pensait que c'était le mieux pour sa survie, mais aussi pour son argent. Elle reste auprès de celui-ci avant la mort de ce dernier.

#### César Gandía
Garde du corps du gouverneur de la Banque d'Espagne, c'est un homme froid à tendance psychopathique, qui ne recule devant rien et refuse obstinément d'obéir à quelque ordre des braqueurs que ce soit. Il apparaît dans la partie 3 et devient particulièrement dangereux lorsque Palerme le conseille pour s'enfuir. Il finit par capturer Tokyo et abattre Nairobi d'une balle dans la tête. Blessé, il est soigné par Tokyo et capturé à nouveau, mais il est gardé en vie par les braqueurs pour la mise en scène de la fin de la partie 4 permettant d'exécuter le plan Paris et d'introduire Lisbonne dans la banque.

#### Rafael de Fonollosa
Fils de Berlin dont on découvre l'existence par le biais de flashbacks, versé dans l'informatique. S'il se montre très maladroit et peu assuré à l'idée de s'embarquer dans des braquages, il se montre vite à la hauteur de son père, et lui vole sa femme sous son nez. Avec Tatiana, il dérobe l'or extrait de la Banque d'Espagne par le Professeur. Il reçoit dans le dernier épisode de la série un mystérieux message du professeur. Ce dernier le convainc de lui laisser l'argent et d'avoir sa propre part.

#### Tatiana
Ex-femme de Berlin, elle brise le coeur de celui-ci en le délaissant pour être avec son fils. Il s'agit d'une femme séduisante, sûre d'elle et peu scrupuleuse. Pendant toute la durée du braquage de la banque d'Espagne, dont elle avait été mise au courant par Berlin, elle espionne le déversoir d'orage et vole l'or qui avait été extrait avec Rafael, mettant à mal les plans du Professeur.

#### Mario / Gouverneur de la Banque d'Espagne
Le gouverneur apparaît dans la partie 3. C'est un homme d'âge mûr, ayant pour secrétaire Amanda et pour garde du corps Gandia. Il a une certaine expérience dans la médecine de guerre.

#### Mariví Fuentes
Mère de Raquel, elle vit avec sa fille et sa petite-fille. Atteinte de la maladie d'Alzheimer, elle part vivre aux Philippines avec sa fille à la fin de la partie 2.

#### Paula Murillo-Vicuña
Fille de Raquel et d'Alberto, elle vit avec Raquel tout en défendant son père. Elle apparaît furtivement dans les parties 3 et 4.